# NGC 2435
NGC 2435 (również PGC 21676 lub UGC 3996) – galaktyka spiralna (Sa), znajdująca się w gwiazdozbiorze Bliźniąt. Odkrył ją William Herschel 26 października 1786 roku.